# Дача Бобовича «Джаліта»
Дача Бобовича «Джаліта» — дача в Євпаторії, Крим. Будинок збудований на початку XX століття і є пам'яткою архітектури й містобудування місцевого значення.

## Назва і розташування
На початку 20 століття група караїмських діячів придбала собі кілька земельних наділів на узбережжі Чорного моря в Євпаторії. Досягнувши суттєвого впливу в місті, караїми почали користатися зрослою популярністю цього східнокримського курорту, зводячи там свої пансіони. Поруч із караїмами викупили земельні паї та декілька місцевих урядників та дворян.
Сама дача розташована на піщано-рівнинній береговій улоговині, в центральній частині Євпаторії в межах Каламітської затоки Чорного моря. Запроєктована в першому «курортному районі» розташована тепер за адресою: 297404, Кримська область, місто Євпаторія, вулиця Урицького, 7/3, літер «3» (набережна Горького, 8а).
Назву дачі місцеві краєзнавці пов'язують із її розташуванням, адже вона стоїть на рівнинній піщаній смузі (намитій морем), за межами фортечних мурів,

## Історія
У Російській імперії було заведено, що вельможі, особливо царі, жалували своїм підлеглим чималі наділи землі, зазвичай, з народом, що там жив. Найбільше такій вислузі раді були військові, адже після кожного вдалої військової кампанії імперія обростала землями, які й розподілялися між загарбниками. Так на кримські землі й прийшли, землевласниками, російські графи, царські німці-вислужники та поселенці, кавказькі князі, купецькі роди та попи.

### За часів царя
Достеменно невідомо хто такий Бобович, що спонукало його побудувати дачу в Євпаторії. Та за переказами тих часів уже в 1910 році дача була заселена. Дослідники Євпаторії, приглядаючись до архітектурних елементів та стилю, стверджують, що автором-архітектором будівлі був відомий євпаторійський архітектор вірменського походження Павло Якович (Богос Акопович) Сеферов.
Усе починалося з того, що тодішні очільники міста зацікавили російський бізнес перспективами створення в Євпаторії курорту і запропонували їм паї на узбережжі (за умови, що ті розвиватимуть інфраструктуру: сади, озеленення, мощення дороги). На заклик влади відгукнулися місцеві багачі та караїми (які нещодавно компактно переселилися до міста).
Берег у ті роки — це вузька смужка намитого хвилями піску, який далі переходив у широке поле, покрите травами (дурнишник, гречишник) і рідкісні кущі оливи (лох вузьколистий). Така обмежена рослинність мало що утримувала пісок від перенесення під дією вітрів, тому міська влада зобов'язувала «дачників» озеленювати територію: три чверті виділеного паю землі мали бути засаджені деревами та кущами. Тож дача Кривицького, розміщена на першій лінії, мала великий і ошатний сад.

### Розквіт маєтку
Розквіт маєтку припав на часи Першої світової війни. Коли велика кількість ранених та травмованих російських офіцерів були спрямовані до Криму щоби поправити їхнє здоров'я. Контраст між лихом війни та відпочинком у поєднанні з цілющими властивостями грязьового курорту та моря популяризував Євпаторію. Відтак власники маєтків радо віддавали свої будівлі під пансіони для військових, хоч частина з них так і не виживала.

### У радянські часи
Радикальні зміни: революція в Росії, розвал імперії та Громадянська війна і захоплення влади більшовиками, довели власника до її втрати. Як наслідок, на початку 20-х років XX століття маєтність Кривицького націоналізовано.
Тривалий час безгосподарчого його використання і пограбунків, негативно відобразилося на самій будівлі. Вона почала занепадати, руйнуватися, тоді місцеві партійні керівники звернулися до численних трудових колективів Країни Рад взяти під шефство більшість «націоналізованих у буржуїв» дач і маєтків. Таким чином у місті зародився всесоюзного значення курорт, а з 1925 року в дачі почав працювати корпус санаторію «Ударник».

### Сучасність
Постановою кабінету Міністрів Кримської автономної області України, дача Бобовича «Джаліта» відноситься до пам'яток архітектури та містобудування та охороняється чинним законодавством. Оскільки уже склалася традиція, що ця будівля уже майже сотню років належала курортному закладу, то будівлю не відчужували до міського майна, а закріпили за відомим санаторієм, який й опікується збереженням, реставрацією й утриманням споруди. Наразі дача Кривицького перебуває на території курортного центру «Перемога» санаторію «Ударник»
У приміщенні дачі розташований корпус лікувального закладу. Тут хворі лікують: захворювання органів дихання (не туберкульозного характеру), кістково-м'язової системи, нервової системи, системи кровообігу, гінекологічні захворювання, шкірні захворювання, захворювання опорно-рухового апарату, захворювання сечостатевої системи.

## Опис будівлі
Будівля дачі притаманна євпаторійській модерній архітектурі, а сам проект, за визначенням місцевих краєзнавців, приписується архітектору Павлові Сеферову. Фасад дачі повернений назовні, у бік вулиці. На території збереглося кілька насаджень, якими створювався затишок внутрішнього дворика та укріплявся ґрунтовий покрив.